# Raututunturi (berg i Finland)
Raututunturi är ett berg i Finland. Det ligger i Sodankylä kommun i landskapet Lappland, i den norra delen av landet, 900 km norr om huvudstaden Helsingfors. Toppen på Raututunturi är 540 meter över havet.
Terrängen runt Raututunturi är platt åt nordväst, men åt sydost är den kuperad. Raututunturi är den högsta punkten i trakten. Trakten runt Raututunturi är nära nog obefolkad, med mindre än två invånare per kvadratkilometer. Omgivningarna runt Raututunturi är i huvudsak ett öppet busklandskap.